# Owens Lake
Owens Lake je většinou vyschlé jezero v Owens Valley na východní straně pohoří Sierra Nevada v Kalifornii. V jezeře byl dostatek vody až do roku 1913, kdy byla značná část vody z řeky Owens odkloněna do akvaduktu vedoucího vodu do Los Angeles. Následkem toho jezero v roce 1926 vyschlo. Od roku 2013 je toto někdejší jezero největším samostatným zdrojem prachového znečištění ve Spojených státech.

## Dějiny
Jezeru dal současné jméno průzkumník John C. Frémont, který ho pojmenoval na počest jednoho ze svých průvodců, Richarda Owense.
Před odkloněním řeky Owens bylo jezero 19 km dlouhé a 13 km široké a pokrývalo plochu až 280 km2. V posledních několika stech letech mělo průměrnou hloubku 7 až 15,2 m. Někdy se jeho voda vylila směrem na jih a odtekla pak do Mohavské pouště.
Dne 5. listopadu 1913 dokončil William Mulholland akvadukt, vedoucí vodu do Los Angeles. Voda byla vedena potrubím a kanalizována z řeky Owens do přehrady Van Norman. Hladina jezera pak začala rychle klesat.
V důsledku bouřek, který zasáhly Kalifornii během prvních tří měsíců roku 2023, se jezero poprvé za více než 100 let zaplnilo vodou.

## Současnost
Bývalé jezero je dnes velká solná planina, jejíž povrch je tvořen směsí jílu, písku a různých minerálů včetně halitu, burkeitu, mirabilitu, thenarditu a trony. Ve vlhkých letech tyto minerály vytváří chemickou směs ve formě malého solankového jezírka. Když jsou vhodné podmínky, na slaném dně jezera se šíří jasně růžové halofilní (slanomilné) archea. Také v obzvláště horkých letních dnech, kdy teploty na zemi přesahují 66 °C, je voda vytlačována z hydrátů na dně jezera a vytváří bahnitou solanku.
Častějším jevem však jsou větry způsobující škodlivé bouře alkalického prachu, které každý rok odnesou až čtyři miliony tun prachu ze dna jezera, což způsobuje obyvatelům v okolí dýchací potíže. Prach obsahuje karcinogeny, jako je kadmium, nikl nebo arsen.

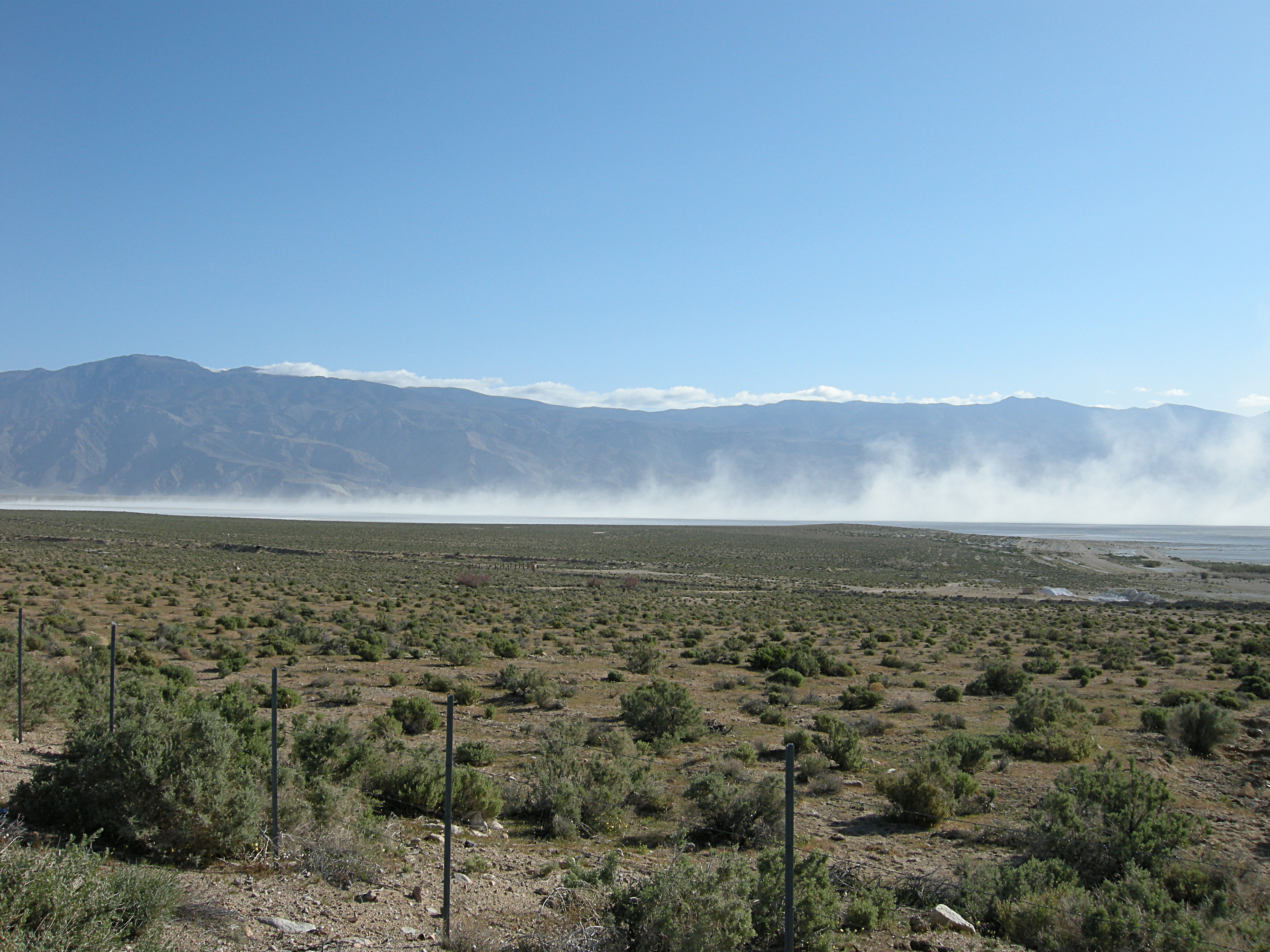
Prachová bouře u Owens Lake

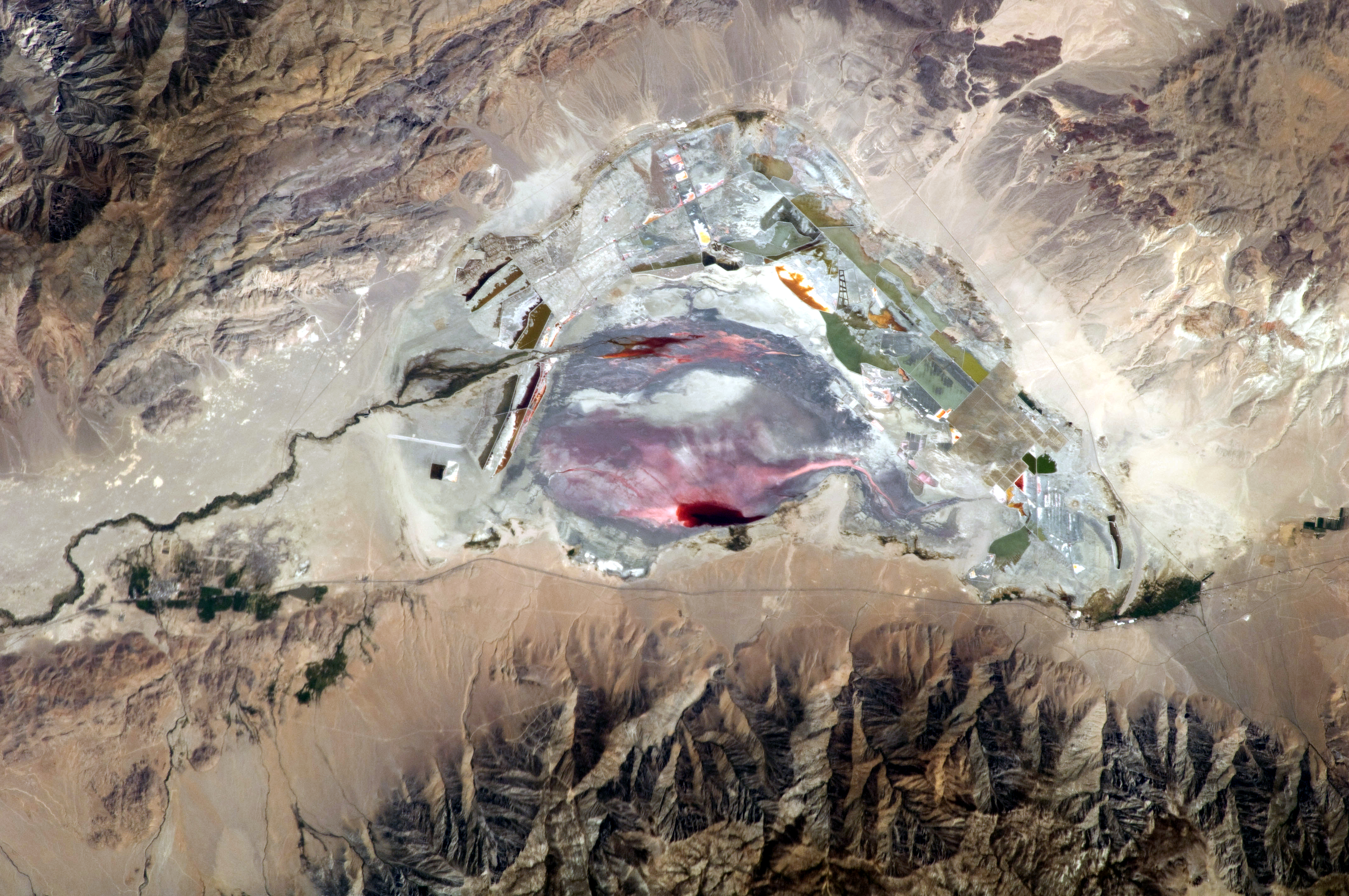
Povětšinou vyschlé dno jezera

### Fauna
Slané jezero kdysi bývalo každoroční důležitou zastávkou pro miliony vodních ptáků.
Řetěz mokřadů, který je napájen z pramenů a artéských studní, udržuje při životě část ekosystému bývalého jezera. Hnízdí tu kulík sněžný spolu s několika tisíci husami a kachnami sněžnými.
Dne 19. dubna 2008 zde proběhl průzkum ptačí populace. Dobrovolníci zaznamenali celkem 112 druhů a 45 650 ptáků. Nejvíce zde bylo racků kalifornských a tenkozobců amerických; dále potápky, jespáci a kachny.

## V kultuře
V blízkosti Owens Lake nebo v nedalekých Alabama Hills, odkud je jezero vidět, vznikla řada filmů, např. Top Gun (1986) nebo Chvění (1990). 